# DJ Soina
DJ Soina, właściwie Maciej Soiński (ur. 30 października 1983) – polski DJ hip-hopowy, zajmujący się przede wszystkim scratchingiem oraz supportem na koncertach grup i raperów. Często występuje także na różnych imprezach klubowych czy plenerowych.
Działalność artystyczną rozpoczął w Poznaniu, w 1999 roku. Zawiązał współpracę z formacją Triple Impact, a także z różnymi markami odzieżowymi, m.in. El Polako, Smoke Story Group czy 3maj Fason. W 2005 roku wraz z RY23 nagrał mixtape Western, który został wydany na nielegalu. W późniejszych latach zostawał zapraszany na płyty głównych przedstawicieli polskiego rapu. Skreczami zajął się m.in. na płytach Pei – Styl życia G’N.O.J.A. (2008) i Na serio (2009), Gurala – Zaklinacz deszczu (2011), Rafiego – 200 ton (2011).
24 czerwca 2011 Soina wydał pierwszy własny mixtape o nazwie Kręci mnie vinyl, na którym gościnnie wystąpili m.in.: Chada, Pih, DonGURALesko, Shellerini i Pyskaty.

## Dyskografia
Albumy
| Tytuł                               | Dane dot. albumu                                     |
| ----------------------------------- | ---------------------------------------------------- |
| Western (oraz Ramona 23)            | - Data: 2005 - Wydawca: brak (nielegal)              |
| Kręci mnie vinyl (mixtape)          | - Data: 24 czerwca 2011 - Wydawca: Szpadyzor Records |
| Kręci mnie vinyl 2 (mixtape)        | - Data: 26 lipca 2013 - Wydawca: Szpadyzor Records   |
| Kręci się vinyl gościnnie (mixtape) | - Data: 1 lipca 2016 - Wydawca: Szpadyzor Records    |
| Kręci mnie vinyl 3 (mixtape)        | - Data: 16 listopada 2018 - Wydawca: Step Hurt       |

Inne
| Album                                | Rok  | Uwagi                                           | Źródło |
| ------------------------------------ | ---- | ----------------------------------------------- | ------ |
| Donguralesko – Totem leśnych ludzi   | 2010 | scratche w utworze „R.A.P.”                     | [ 8 ]  |
| Shellerini – PDG Gawrosz             | 2011 | scratche w utworze „Mechanizm Bragga”           | [ 9 ]  |
| WSRH – Szkoła wyrzutków              | 2012 | scratche w utworze „Nienormalne taśmy 2”        | [ 10 ] |
| Rafi – 10                            | 2013 | scratche w utworze „Weeekend”                   | [ 11 ] |
| Fabster – Kontrasty                  | 2014 | scratche w utworze „Po drugiej stronie strachu” | [ 12 ] |
| Nagły Atak Spawacza – Ulepiony świat | 2019 | scratche w utworze „Czekolada"                  | [ 13 ] |
|                                      |      |                                                 |        |

## Teledyski
| Tytuł                                                                 | Rok  | Reżyseria/Realizacja | Album              | Źródło |
| --------------------------------------------------------------------- | ---- | -------------------- | ------------------ | ------ |
| „Nocne zażyłości” (gościnnie: Yankee Doo Doo)                         | 2011 | Sfrontu              | Kręci mnie vinyl   | [ 14 ] |
| „Salut” (gościnnie: Chada, Pih)                                       | 2011 | 360 Studios          | Kręci mnie vinyl   | [ 15 ] |
| „Pijany bankrut (Remix)” (gościnnie: Fabuła)                          | 2011 | —                    | Kręci mnie vinyl   | [ 16 ] |
| „Globtrotter” (gościnnie: DonGuralEsko, Qlop)                         | 2011 | Wendlands Films      | Kręci mnie vinyl   | [ 17 ] |
| „To dla tych kumatych” (gościnnie: Kowall)                            | 2011 | Sfrontu              | Kręci mnie vinyl   | [ 18 ] |
| „Bilet w jedną stronę” (gościnnie: Shellerini, Kaczor)                | 2013 | Smoła Studio         | Kręci mnie vinyl 2 | [ 19 ] |
| „Zapomnij” (gościnnie: Kajman, Kroolik Underwood, Ramzes)             | 2013 | Aspekt Films         | Kręci mnie vinyl 2 | [ 20 ] |
| Gościnnie                                                             |      |                      |                    |        |
| Ogniwo, Yankee Doo Doo – „Póki my żyjemy” (gościnnie: Rafi, DJ Soina) | 2014 | Filip Wendland       | Hip-hop Hauz       | [ 21 ] |

## Nagrody i wyróżnienia
| Rok  | Kategoria    | Nagroda                             | Uwagi      | Źródło |
| ---- | ------------ | ----------------------------------- | ---------- | ------ |
| 2011 | DJ Roku 2010 | Podsumowanie 2010/Poznanskirap.com  | 5. miejsce | [ 22 ] |
| 2012 | Dj Roku 2011 | Podsumowanie 2011/Poznanskirap.com  | 2. miejsce | [ 23 ] |
| 2013 | DJ roku 2012 | Podsumowanie 2012, Poznanskirap.com | 2. miejsce | [ 24 ] |